# 1. oklepna divizija (ZDA)
Za druge 1. divizije glej 1. divizija.
| Rokavni našitek divizije |

1. oklepna divizija

Kopenska vojska
V. korpus ali 7. armada
oklepna divizija
neznano
oklepno bojevanje
Wiesbaden, Nemčija
glej članek
glej članek
15. julij 1940
vstop ZDA v drugo svetovno vojno
Operacija Bakla, Operacija Puščavska nevihta, Operacija Skupni trud,
Operacija Skupni varuh, Operacija Iraška svoboda
1. oklepna divizija (izvirno angleško 1st Armored Division) je prva oklepna divizija Kopenske vojske ZDA ter hkrati tudi prva, ki je bila udeležena v tankovskem boju.

## Zgodovina
15. julija 1940 je bila v Fort Knoxu ustanovljena prva oklepna divizija.
Prvo bojno udejstvovanje je divizija doživela med operacijo Bakla v severni Afriki; hkrati je bila prva ameriška oklepna divizija, ki je bila v boju. Divizija je znatno pripomogla k uničenju Rommlovega Nemškega afriškega korpusa in izgonu sil osi iz Afrike. 
Po padcu Sicilije je divizija v sestavi 5. armade izvedla invazijo na italijanski škorenj. Novembra 1943 je napadla znamenito zimsko linijo. Nato je sodelovala v bitki za Ancio in osvoboditvi Rima 4. junija 1944. Po koncu druge svetovne vojne je ostala v Nemčiji, dokler ni bila aprila 1946 premeščena v ZDA, kjer je bila razpuščena.
7. marca 1951 je bila divizija ponovno aktivirana za potrebe korejske vojne v Fort Hoodu; tako je postala prva ameriška enota, ki je bila opremljena z tanki M48 Patton. Leta 1956 je bila premeščena v Fort Polk (Louisiana).
Med kubansko raketno krizo je bila premeščena v Teksas, Florido in Georgio; v tem času je divizijo obiskoval tudi John F. Kennedy. Nekaj enot divizije je sodelovalo tudi v vietnamski vojni. 3. brigada je bila nameščena v Chicagu (Illinois), kjer je vzdrževala red med in po Martin Luther Kingovem govoru. Divizijski novi dom je postal Fort Hood (Teksas).
1971 je bila divizija premeščena v Nemčijo, kjer je zamenjala 4. oklepno divizijo. V Evropi je ostala več kot 20 let kot del ameriških sil pri Natu.
Med operacijo Puščavska nevihta je bila divizija v sestavi VII. korpusa, ki je imel pod seboj 4 oklepne divizije. 1. oklepna divizija je v 89 urah vojne premagala razdaljo 250 km in uničila 768 vozil ter zajela 1.065 vojakov, pri čemer so padli štirje pripadniki divizije. 8. maja 1991 se je divizija vrnila v Nemčijo, kjer jo je obiskal podpredsednik Združenih držav Amerike.
Od 14. decembra 1995 je sodelovala v operaciji Skupni trud kot poveljniški del Task Force Eagle (poveljstvo je bilo nastanjeno v Eagle Base, Tula); 10. novembra 1996 je predala dolžnost 1. pehotni diviziji in se iz Bosne vrnila nazaj v Nemčijo. 1999 je sodelovala v operacijah Zavezniška sila in Skupni varuh na Kosovu.
Potem je bila spet prestavljena nazaj v Nemčijo, kjer so izvajali obsežne, realistične vaje. Nekatere enote iz sestave divizije so bile premeščene v Irak in na Bližnji vzhod, kjer so sodelovali v vojni proti terorizmu.
Divizija ni sodelovala v napadu na Irak leta 2003, ampak je bila v prvem valu okrepitev za okupacijo Iraka; 4. marca 2003 je dobila ukaz, da se premakne pod poveljstvo USCENTCOM; premik se je začel 15. aprila. V Iraku so jo nastanili v Bagdadu, kjer je prestavljala glavnino največje Task Force v zgodovini KOV ZDA - Task Force 1st Armored Division. Ta Task Force je imela v svoji sestavi poleg enot 1. oklepne divizije še brigadne skupine iz 82. zračnoprevozne, 3. pehotne in 1. konjeniške divizije ter 2. oklepno-konjeniški polk, 124. pehotni bataljon,... Skupaj je bilo v sestavi več kot 39.000 vojakov (kar je že v moči okrepljenega korpusa).

## Organizacija

### Trenutna
- HHC
- 1. brigada "Forerunners"
- 2. brigada "Iron Brigade"
- 3. brigada "Bulldogs"
- 4. brigada "Iron Eagle
- DIVARTY "Iron Steel"
- DIVENG
- DISCOM
- 1. bataljon 1. konjeniškega polka
- 123. MSB
- 141. signalni bataljon "The Communicators"
- 1. bataljon 4. zračnoobrambnega artilerijskega polka
- 501. četa vojaške policije
- 501. vojaški obveščevalni bataljon

## Pripadniki divizije

### Divizijski poveljniki
| 1.  | Generalmajor Bruce Magruder            |  | (julij 1940 – marec 1942)               |
| 2.  | Generalmajor Orlando Ward              |  | (marec 1942 – april 1943)               |
| 3.  | Generalmajor E.N. Harmon               |  | (april 1943 – julij 1944)               |
| 4.  | Generalmajor V.E. Prichard             |  | (julij 1944 – maj 1945)                 |
| 5.  | Brigadni general Maurice A. Daniel     |  | (maj 1945 – julij 1945)                 |
| 6.  | Brigadni general Roderick R. Allen     |  | (julij 1945 – januar 1946)              |
| 7.  | Brigadni general Hobart R. Gay         |  | (februar 1946 – april 1946)             |
| 8.  | Generalmajor Bruce C. Clarke           |  | (februar 1951 – marec 1953)             |
| 9.  | Generalmajor L.L. Doan                 |  | (april 1953 – julij 1953)               |
| 10. | Brigadni general Edward G. Farrand     |  | (julij 1953 – september 1953)           |
| 11. | Generalmajor William S. Biddle         |  | (oktober 1953 – maj 1955)               |
| 12. | Generalmajor Robert L. Howze           |  | (junij 1955 – februar 1957)             |
| 13. | Generalmajor Edward G. Farrand         |  | (marec 1957 – december 1957)            |
| 14. | Generalmajor Ralph E. Haines           |  | (februar 1962 – junij 1963)             |
| 15. | Generalmajor Harvey J. Jablonsky       |  | (maj 1963 – maj 1965)                   |
| 16. | Generalmajor George Ruhlen             |  | (junij 1965 – junij 1967)               |
| 17. | Generalmajor Richard G. Stilwell       |  | (julij 1967 – marec 1968)               |
| 18. | Generalmajor John K. Boles             |  | (april 1968 – februar 1970)             |
| 19. | Generalmajor William R. Desobry        |  | (februar 1970 – marec 1971)             |
| 20. | Generalmajor James C. Smith            |  | (marec 1971 – maj 1971)                 |
| 21. | Generalmajor James V. Gallway          |  | (maj 1971 – avgust 1972)                |
| 22. | Generalmajor Adrian St. John, Jr.      |  | (avgust 1972 – marec 1974)              |
| 23. | Generalmajor Rolland V. Heiser         |  | (marec 1974 – avgust 1975)              |
| 24. | Generalmajor Williamm L. Webb, Jr.     |  | (avgust 1975 – januar 1978)             |
| 25. | Generalmajor Glenn K. Otis             |  | (januar 1978 – avgust 1979)             |
| 26. | Generalmajor John C. Faith             |  | (september 1979 – november 1981)        |
| 27. | Generalmajor Thomas Healy              |  | (november 1981 – oktober 1983)          |
| 28. | Generalmajor Crosbie E. Saint          |  | (oktober 1983 – junij 1985)             |
| 29. | Generalmajor Dave R. Palmer            |  | (junij 1985 – julij 1986)               |
| 30. | Generalmajor Edwin S. Leland mlajši    |  | (julij 1986 – julij 1988)               |
| 31. | Generalmajor Fredrick M. Franks mlajši |  | (julij 1988 – avgust 1989)              |
| 32. | Generalmajor Ronald H. Griffith        |  | (avgust 1989 – maj 1991)                |
| 33. | Generalmajor William M. Boice          |  | (maj 1991 – julij 1993)                 |
| 34. | Generalmajor William Carter            |  | (julij 1993 – januar 1995)              |
| 35. | Generalmajor William Nash              |  | (januar 1995 – maj 1997)                |
| 36. | Generalmajor Larry R. Ellis            |  | (maj 1997 – julij 1999)                 |
| 37. | Generalmajor George W. Casey, Jr.      |  | (julij 1999 – julij 2001)               |
| 38. | Generalmajor Richardo S. Sanchez       |  | (julij 2001 – julij 2003)               |
| 39. | Generalmajor Martin E. Dempsey         |  | (julij 2003 – julij 2005)               |
| 40. | Generalmajor Fred D. Robinson, Jr.     |  | (julij 2005 – maj 2007)                 |
| 41. | Generalmajor Mark P. Hertling          |  | (maj 2007 – maj 2009)                   |
| 42. | Generalmajor Terry A. Wolff            |  | (maj 2009 – maj 2011)                   |
| 43. | Generalmajor Dana J. H. Pittard        |  | (maj 2011 – maj 2013)                   |
| 44. | Generalmajor Sean MacFarland           |  | (maj 2013 – avgust 2014)                |
| 45. | Generalmajor Stephen Twitty            |  | (avgust 2014 – junij 2016)              |
| 46. | Generalmajor Patrick Matlock           |  | (julij 2018 – julij 2020)               |
| 47. | Generalmajor Matthew L. Eichburg       |  | (julij 2020 – september 2020) (začasno) |
| 48. | Generalmajor Sean C. Bernabe           |  | (september 2020 – julij 2022)           |
| 49. | Generalmajor James P. Isenhower III.   |  | (julij 2022 – danes)                    |